# Rohingya Solidarity Organisation
Die Rohingya Solidarity Organisation (kurz RSO) ist eine politische und militärische Organisation in Myanmar und Bangladesch. Sie setzt sich für einen eigenen, autonomen Staat der Rohingya in Myanmar ein. Die RSO wurde 1982 gegründet, galt aber über Jahre als militärisch inaktiv. Nach dem Militärputsch 2021 wurde sie wieder militärisch aktiv. Stand 2025 kämpften Einheiten der RSO auf Seiten der Militärregierung gegen die Arakan Army (kurz AA). Sie gilt auch als Gegner der Arakan Rohingya Salvation Army (kurz ARSA), die sie für die Vertreibung und Massenflucht der Rohingya nach Bangladesh 2017 verantwortlich macht. Ihre Basis hat die RSO in den Flüchtlingslagern in Bangladesch. Dort werden der Gruppe Verbrechen gegen die eigene Bevölkerung vorgeworfen.